# Anderson Lemes

Anderson Ferreira Lemes
Nascimento: 23 de julho de 1982, Assis, Brasil
Área: Artes Plásticas, Surrealismo Lúdico

Anderson Ferreira Lemes (Assis, 23 de julho de 1982), leva o nome artístico de Alemão. É formado em Educação Artística e Habilidades em Artes Plasticas, desenvolve o graffiti e as artes plásticas desde 2004. 
Sua obra está presente em 25 países, com exposições na Suíça, França, Alemanha, Canadá, Portugal, Irlanda, Argentina, Chile, México, Japão, Estados Unidos entre outros. 
Em 2015 recebeu a Medalha Carlos Gomes como mérito em destaque na área pública e cultural. Participou dos livros The Art Book Brasil e The Year Book Brasil em 2014 e da Casa Cor Campinas em 2016 com Artes plásticas, Grafite e palestras. 